# Clawfinger
Clawfinger (engl. „Krallenfinger“) ist eine Band aus Schweden und Norwegen. Sie gelten als Pioniere der Genres Crossover und Rap-Metal und haben Bands wie Korn oder Rammstein maßgeblich beeinflusst.
Ihren größten kommerziellen Erfolg feierte die Band in Mittel- und Osteuropa zwischen 1992 und 2001, platzierte mehrere stark sozialkritische Songs in den relevanten Charts im Vereinigten Königreich, der D-A-CH-Region und in Skandinavien. 2014 erklärte die Band zwischenzeitlich die Bandauflösung, ist nach kurzer Unterbrechung aber seither weiter live aktiv und veröffentlicht Onlinesingles.

## Geschichte

### 1989–1994:Deaf Dumb Blind
Jocke Skog, Zak Tell, Erlend Ottem und Bård Torstensen lernten sich bei der Arbeit im Rosenlund Hospital in Stockholm über geteilte musikalische Interessen kennen. Sie entdeckten gemeinsam neue Alternative-Rock-, Metal- und Rapmusik und begannen selbst Demos aufzunehmen. In dieser Zeit entstanden die Songs Nigger, Profit Preacher und eine frühe Version von The Truth. Auch kollaborierten die Vier mit Musikern wie dem schwedischen Rapper Just D. Im Studio entstand eine E.P., für welche sich die Musiker kurzerhand den Namen „Klåfinger“ gaben. Die Platte erschien unter dem Namen Just D. & Klåfinger und beinhaltete mit Epic ein Cover des Faith-No-More-Songs.
Ein Freund von Zak Tell reichte das Demo der Band 1992 für einen Radio-Wettbewerb ein. Es erhielt Airplay mit dem Song Nigger und wurde das „Demo der Woche“. Per Kviman, A&R-Manager bei dem in Stockholm ansässigen Label MVG Records, wurde darauf aufmerksam und nahm die Band unter Vertrag. Zusammen mit dem Produzenten Stefan Glaumann gingen Clawfinger in dessen Stockholmer Studio und nahmen mit ihm Songs für ein professionelles Album auf.
1993 erschien das Debüt-Album Deaf Dumb Blind. Europaweit überraschten sie damit das Publikum auf Supporttourneen mit Alice in Chains, Die Krupps und Anthrax. Die dazu veröffentlichte provokative Single-Auskopplung Nigger machte die Band somit in kürzester Zeit zum Gesprächsthema. Es entfachte eine Diskussion über Antirassismus, welche die Band in allen relevanten Musikmedien in die Diskussion brachte. Die noch im selben Jahr veröffentlichte Single The Truth brachte den Durchbruch und lief auf den Musikkanälen im Radio und Fernsehen europaweit rauf und runter. Die Band wurde fortan auf MTV und VIVA medial begleitet, ihre gefeierten Auftritte auf großen internationalen Festivals wie Rock am Ring oder dem Roskilde-Festival waren Gegenstand von Sonderberichten.
Das Album setzte in den ersten zwei Jahren 600.000 Einheiten ab, wurde alleine in Deutschland über 250.000 Mal verkauft. In Deutschland, Schweden und Norwegen erhielten Clawfinger Goldene Schallplatten.
Der Auftritt bei dem Monsters-of-Rock-Festival in Südamerika 1994 markierte einen Höhepunkt in der Bandkarriere. In diesem Zuge wurde das Debütalbum Deaf Dumb Blind auch in Nordamerika veröffentlicht. Der Song Nigger wurde hierbei durch den Song Get It ersetzt. Eine breitere kommerzielle Resonanz blieb in Nord- und Südamerika aus. Musikalisch ist der Einfluss von Clawfinger auf den Debütalben KoЯn (1994) von Korn und Herzeleid (1995) von Rammstein zu hören.

### 1994–1996:Use Your Brain
Das zweite Album Use Your Brain erschien 1995 und knüpfte an den Erfolg des Vorgängers an, festigte den Ruf der Band als international gefeierte Liveband und verkaufte erneut 500.000 Stück. Die erste Single-Auskopplung Pin Me Down kam im Musikfernsehen in die Heavy Rotation. Die zweite Single Do What I Say mit einem markanten, von zwei Kindern wütend geschrienen Refrain, wurde zum Hit und festigte den Status der Band als politische Crossover-Instanz. Der Song setzt sich kritisch mit autoritärer Erziehung und der Reflexion des Erzogenen auseinander.
Die Band behielt ihr musikalisches Konzept bei, welches ein Alleinstellungsmerkmal aufwies in Bezug auf Aufnahmetechnik, Stil aus Drumcomputer, Samples, kurz gefassten Sägegitarren und sozialkritischen Inhalten.
Die Band spielte in den ersten drei Jahren weltweit 500 Livekonzerte. Auf Teilen ihrer Tournee 1995 waren Rammstein ihre Vorgruppe.

### 1997–2001:Clawfingerund die „Rammstein-Connection“
Den sägenden und dominierenden Gitarren wichen auf dem dritten Album Clawfinger (1997) langsam fortschreitende und zähflüssig fressende Rhythmen. Auch die Songtexte hatten nicht mehr die Note von Jugendrebellion, sondern bewegten sich weg von Texten mit erhobenen Zeigefingern und zeigten eine emotionalere und psychisch-dunklere Seite der Band auf. Die Band experimentierte somit am Sound und an den Lyrics und veränderte ihren Stil. Während Clawfinger weiter auf europäischen Festivals gefragt war, live von Fans gefeiert wurde und mit dem groovigen Biggest and the Best einen weiteren Hit landete, sanken die Verkaufszahlen ein. In Deutschland setzten Clawfinger 150.000 Alben ab. Die zweite Single Two Sides fand keine besondere Beachtung. Größeres Lob erfuhr die Band hingegen für ihre Remixe für die deutsche Band Rammstein, erstmals 1997 produziert.

### 2001–2003:A Whole Lot of Zeros?
Clawfinger wechselten das Label und gingen zu GUN Records, bei dem zu dieser Zeit die bekannte Crossoverband Guano Apes unter Vertrag war. In dem neuen Umfeld erschien das Album A Whole Lot of Nothing (2001). Die Single-Auskopplung Out to Get Me (2001) stieg in die deutschen Musikcharts Top-100 ein und festigte den Ruf der Band als Hitlieferanten. Stilistisch festigten Clawfinger ihren eigenen und markanten Sound, die politisch-inhaltlichen Lyrics waren nicht so prägnant wie auf den Vorgängern. Eine weitere Single war Nothing Going On. Die Band kam damit auf die großen Bühnen zurück und tourte auch vermehrt in Osteuropa. Dort hatte die Band weiter große Erfolge und baute die Fangemeinschaft im Zuge des Rammstein-Hypes aus.
Für Rammstein erschienen weitere beachtete Remixe und man ging gemeinsam mit ihnen auf Tournee.
Das 2003 veröffentlichte Album Zeros & Heroes fand nahezu keine Beachtung, das Label GUN ließ die Band quasi durch zurückhaltendes Marketing in der Versenkung verschwinden und die Band tourte fernab der großen Festivals auf kleinen Rock- und Metal-Open-Airs in ländlichen Regionen durch die Lande. Dazu kam auch noch der Ausstieg des Gitarristen Erlend Ottem im Oktober 2003. Seit dem Ausstieg Erlends übernimmt Jocke neben dem Keyboard des Öfteren die Gitarre. Die einzige Singleauskopplung Recipe for Hate war der Soundtrack zum Matrix-Videospiel.

### Ab 2005: Nuclear Blast

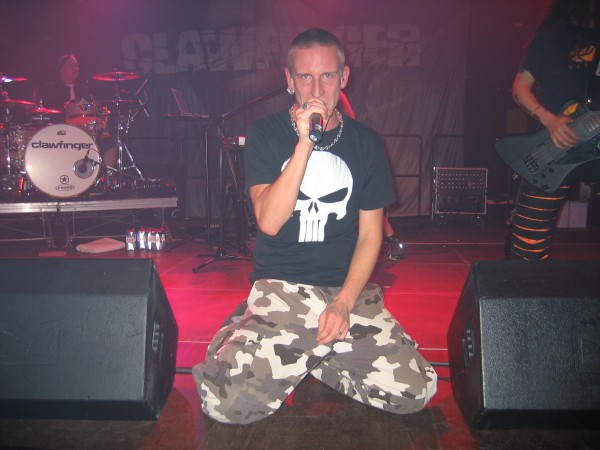
Clawfinger in der Saarbrücker Garage im Februar 2006

2005 unterschrieben Clawfinger einen neuen Plattenvertrag bei Nuclear Blast, einem Label mit Schwerpunkt auf Metal. Damit finden sich Clawfinger neben Manowar, In Flames oder Graveworm in einer bisher für sie unbekannten musikalischen Nachbarschaft.
Am 21. November 2005 erschien mit Hate Yourself with Style ein sechstes Studioalbum. Musikvideos gab es zum Titelsong des Albums sowie zu Dirty Lies und Without a Case.
Das Album fiel härter und metallischer aus, es wurde mit Tempowechseln gearbeitet, ohne den typischen Stil der Band zu verändern. Die Texte blieben auf einem gewohnt kritischen Niveau.
Am 27. Juli 2007 erschien das Album Life Will Kill You ebenfalls auf Nuclear Blast. Musikvideos gab es zu The Price We Pay und Prisoners.
Ende August 2013 gab die Band via Facebook ihre Auflösung bekannt und im Oktober wurde veröffentlicht, dass Jocke Skog als Bassist bei der Band Feared eingestiegen ist. Im Mai 2014 kündigte die Facebook-Seite der Band eine einmalige Show auf dem ZAKHID-Festival in der Ukraine am 8. August 2014 an. Seitdem hat die Band gelegentlich Reunion-Shows gespielt, so etwa im Jahr 2016 für das dänische CopenHell Festival, das bulgarische Summer Chaos Festival, das Irreversible Festival 2017 in Monthey in der Schweiz und beim Wacken Open Air. Am 16. August 2017 veröffentlichte die Band eine neue Single namens Save Our Souls und am 4. Oktober 2019 Tear you Down 2022 erschien mit Environmental Patients eine weitere Single der Band.

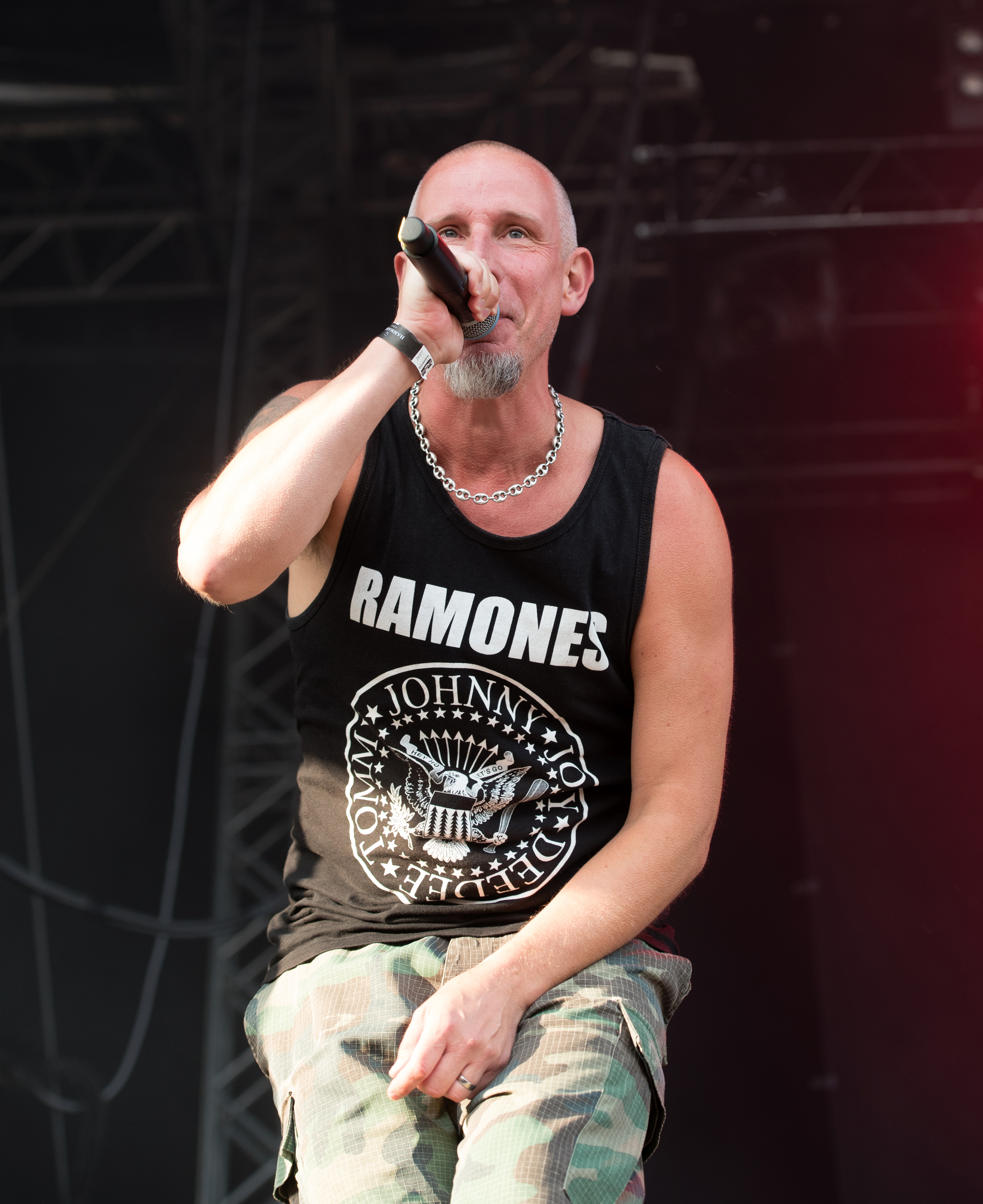
Zak Tell auf dem Hammaburg Fest 2019
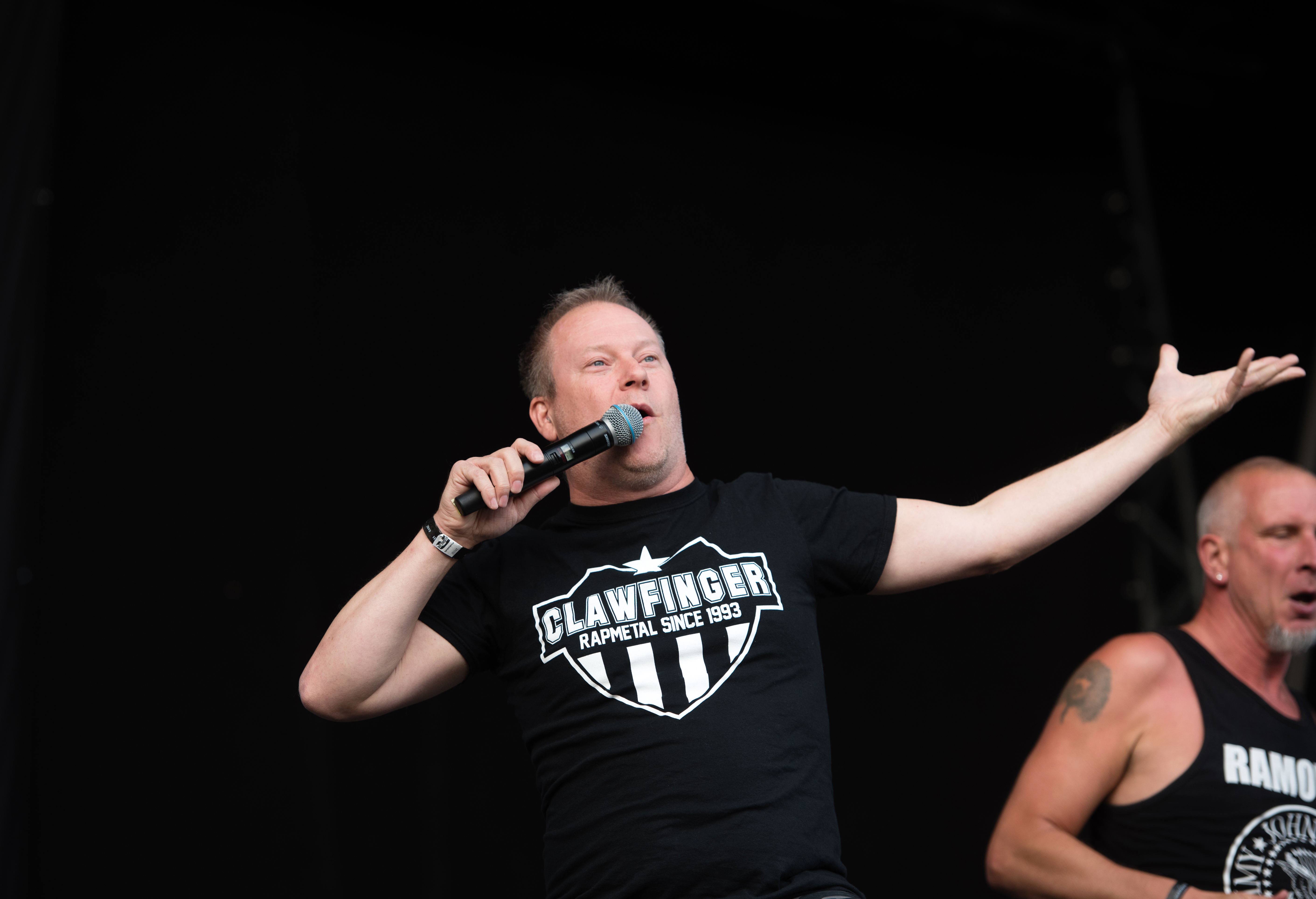
Jocke Skog auf dem Hammaburg Fest 2019
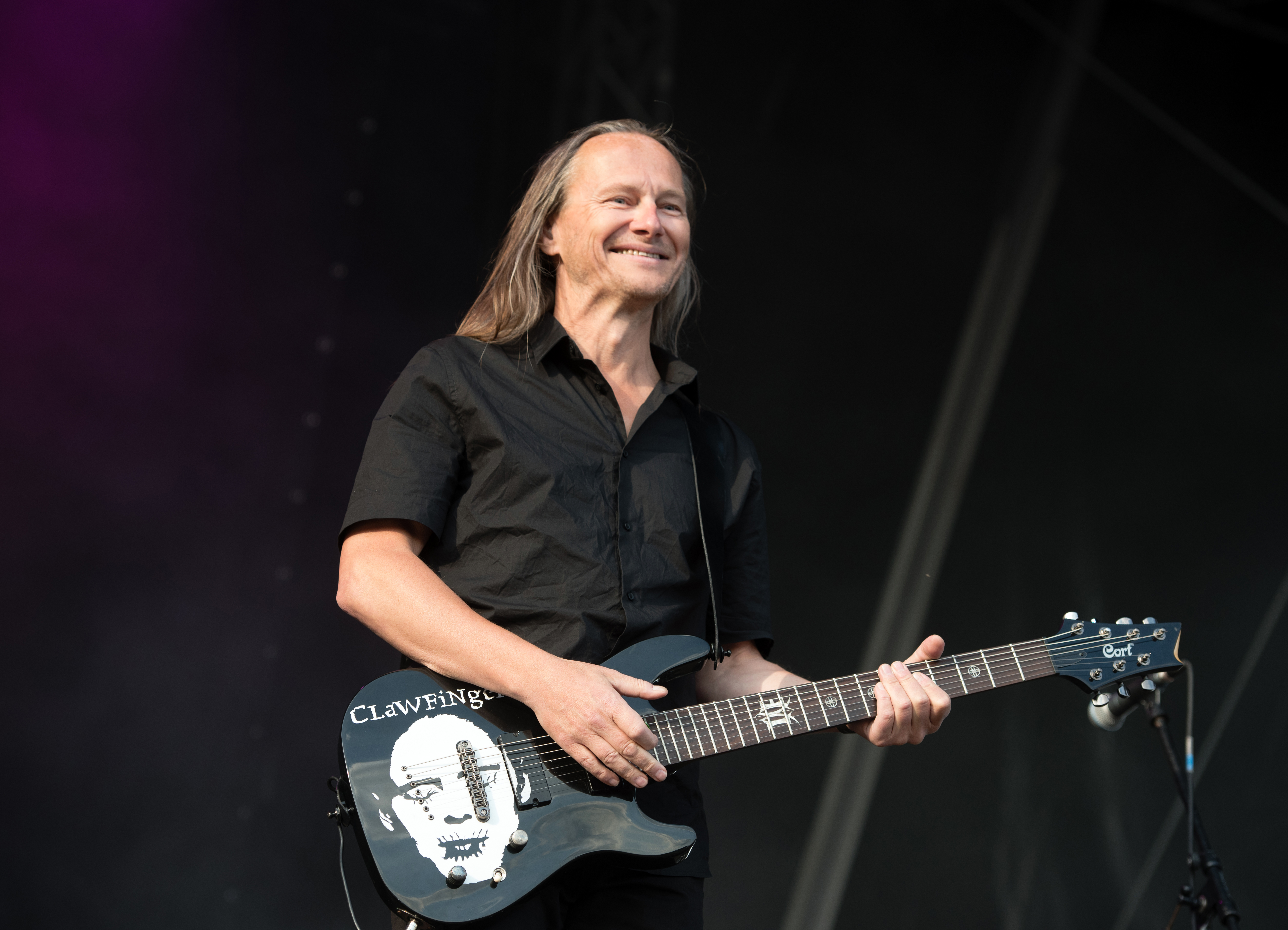
Bård Torstensen auf dem Hammaburg Fest 2019
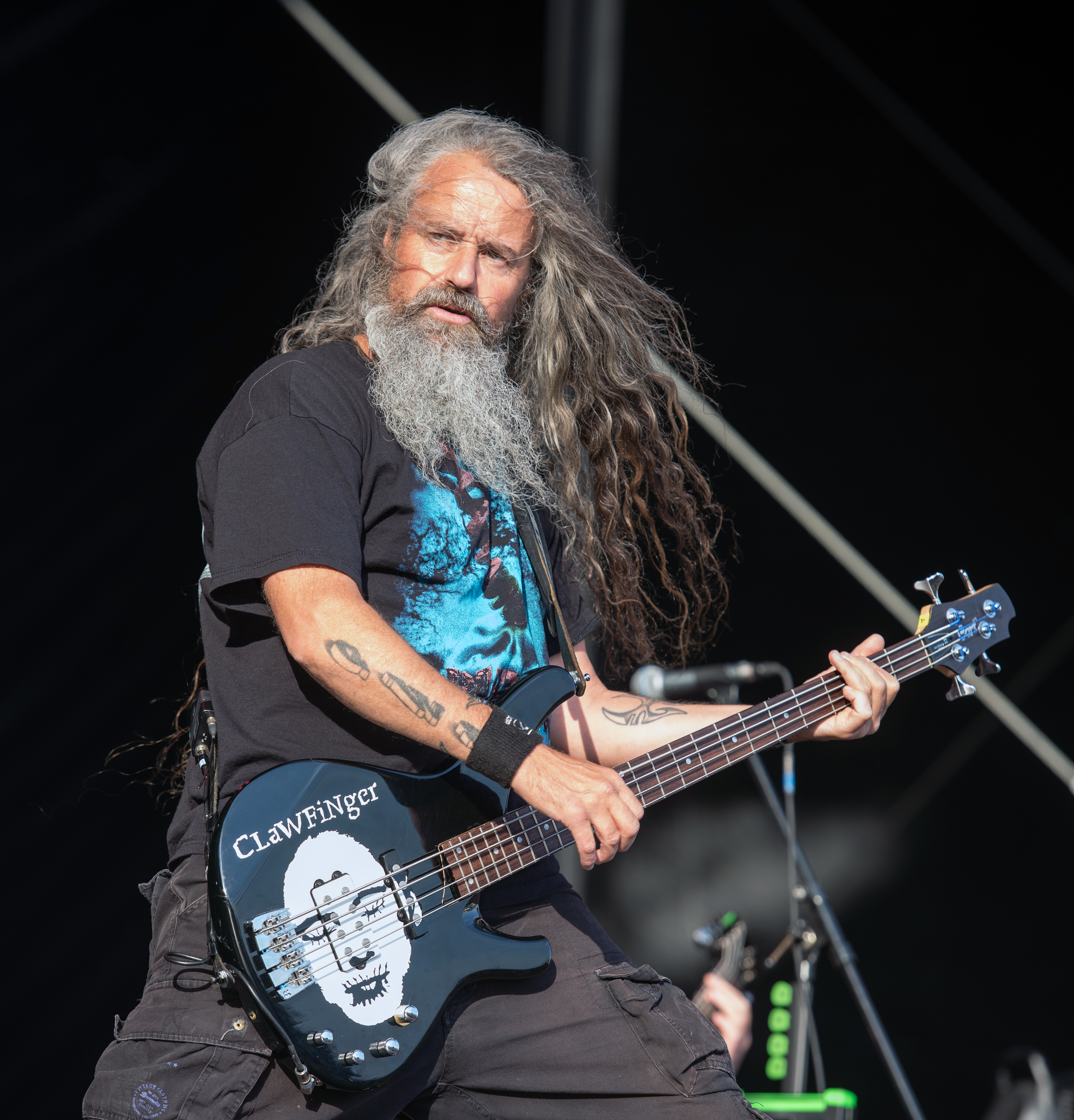
André Skaug auf dem Hammaburg Fest 2019

## Stil
Clawfinger wurden lange Zeit als europäische Antwort auf Rage Against the Machine (USA) gehandelt, da sie sowohl soundtechnisch als auch inhaltlich stark an diese Band angelehnt schienen.
„Durch ihre klinischen Gitarren und die stampfenden Beats waren sie die elektronischste Variante des damals grassierenden Zappelbudenvirus“ (Quelle: Plattentests.de). Dieser Sound gilt als ein Markenzeichen der Band. Er ist gekennzeichnet durch scharf-sägende Gitarrensounds, welche oftmals weniger als zwei Riffs lang den Rap-Gesang rhythmisch unterstützen. Clawfinger verwenden keine Gitarren-Soli. Der Stil ist geprägt durch einfache und sehr kurz gehaltene Gitarren-Riffs und greifbare Hooklines sowie leicht zu merkende Refrains. Die Gitarren sind meist ohne Gitarrenamps und zusätzliche Tonabnehmer direkt über das Mischpult aufgenommen.
Ein Verweis im Booklet des Debütalbums 1993 beschreibt den Sound der Band noch heute sehr gut:
„This record is loaded with samples, loops and no guitar amps“.
Diese Anspielung zielte direkt auf Rage Against the Machine ab, welche sich ganz besonders darauf beriefen, alle Sounds mit den Gitarren selbst zu erzeugen und in ihrem eigenen Booklet des selbstbetitelten Debütalbums 1992 schrieben:
„No Samples, Keyboards or Synthesizers used in the making of this recording“

### Kontroverse um den SongNigger
Der Song kritisiert Schwarze aus dem Bereich der US-amerikanischen Hip-Hop-Kultur – dafür, das Wort „Nigger“ für sich selbst zu verwenden.
Im Songtext erklärt Zak Tell die historische Verwendung dieses ursprünglich von den Weißen als äußerst abwertende Bezeichnung für schwarze Menschen.
TV-Beiträge auf der Best-Of-Compilation Deafer Dumber Blinder (2014) belegen, dass nach einem Konzert in England weiße Jugendliche aufgeheizt das N*-Wort auf der Straße vor der Konzerthalle skandieren. In Interviews betont Sänger Zak Tell, man könne den Song nicht auf seinen Refrain reduzieren. Als Antwort auf die von der Band verkürzt geführte Debatte veröffentlichten Clawfinger den Song Braindead auf einem Antifa-Solisampler der Stockholmer Antifa. Tell kündigte das Lied auf späteren Konzerten explizit als „anti-rassistisches Stück“ an und entschied 2019, die Texte nicht mehr live zu singen.
Die deutsche Übersetzung der ersten Strophe lautet in etwa:
| Deutsch: Gottverdammt, Alter, sieh es ein, ich verstehe nicht warum du zu deinem Bruder Nigger sagen willst, Mann. Redest vom Schwarzen Stolz, dann nennst du dich selbst einen Nigger, Mach dich selbst nicht so runter, denn das ist unverständlich. Sieh dich selbst und deine Geschichte an: Für mich siehst du nicht wie ein gottverdammter Nigger aus. Es ist ein negatives Wort, und der Weiße hat es gemacht, Er gab dir einen Namen um dich zu dominieren und Handel mit dir zu treiben Verdiente Blutgeld mit dieser ureigenen Rasse Und all dies nur wegen der Farbe deines Gesichts […] | Englisch: Goddamn my man you see I can’t understand Why you wanna say Nigger to your brother man Talk about black pride then you call yourself a Nigger Don’t bring yourself down cos it just don’t figure Take a look at yourself and your history You don’t look like a goddamn Nigger to me It’s a negative word and the white man made it Gave you a name to dominate and trade it Making blood money of this very own race man And all of this because the colour of your face man |

(aus: Nigger, Text: Zak Tell, erschienen auf: Deaf Dumb Blind)

## Remixe
Schon mit der ersten Single Nigger und speziellen Remix-EPs lebte sich die Band mit Remixen kreativ aus. Nur selten gab es jedoch in der eigenen musikalischen Entwicklung wirklich elementare Veränderungen. Dem schon sehr früh geäußerten Statement des Sängers „Remixe sind Rip-Offs“ stehen zahlreiche eigene Remixarbeiten entgegen. So gab es unzählige Interpretationen eigener Songs zwischen Techno bis harten Industrial-Experimenten. Internationales Lob heimste sich die Band mit einem Remix für Die Krupps ein, für welche sie deren Hit To the Hilt neu interpretierten.

## Bandnetzwerk
Die Krupps: Clawfinger remixten für Die Krupps 1994 ihren größten Hit To the Hilt auf der Compilation The Final Remixes. Der Remix fand große Anerkennung und stellt eine Verschmelzung zwischen Rap, Metal und Industrial dar. Jürgen Engler und Die Krupps revanchierten sich daraufhin im selben Jahr mit einem Remix des Songs Pin Me Down, erschienen auf der gleichnamigen Single. 1996 steuerten Clawfinger der Single Isolation den Clawfinger Remix bei.
Drain: Eine Frauen-Metalcombo aus Schweden, die Ende der 1990er einen kurzzeitigen Hype erfuhr. Nach der gemeinsamen Tour entstand der I Don´t Mind (Clawfinger Remix) auf der US-Single Crack the Liar's Smile, 1998.
In Extremo: Die Band remixte 2003 für In Extremo den Song Küss mich (Clawfinger Remix).
Just D.: Am Anfang der Karriere nahm der Hip-Hopper aus Schweden Clawfinger ins Schlepptau. Clawfinger spielten mit Just D. auch ein Album als Instrumentalband ein, 1991 vor ihrer ersten eigenen Single.
Mambo Kurt: Die Band entdeckte Mambo Kurt nach ihrem Auftritt in Bochum. „Wir wollten noch einen trinken gehen, kamen in eine Bar wo der Alleinunterhalter sein Set aus Metal- und Rockhymnen mit seiner Hammondorgel spielte.“, so Zak Tell zu einem Journalisten der Zeitung „RaKJu“. Mambo Kurt wurde mit auf Tour genommen und spielte ein 15-minütiges Set auf der Clawfinger-Album-Tour noch vor der eigentlichen Vorband Cold. Daraufhin folgten für Mambo Kurt Auftritte im TV (unter anderem bei Verona Feldbusch) und eigene Plattenveröffentlichungen. Auf seinem dritten Album Ekstase (2002) coverte er Nigger.
Meshuggah: Zusammen mit Meshuggah betreiben Clawfinger das „Fear and Loathing Studio“ in Spanga, Schweden. Den Song Future Breed Machine mixte Jocke Skog.
Misery Loves Co.: Auf der Promotour zu „Use Your Brain“ war das die Vorband von Clawfinger. Zur EP Happy? (1997) gab Jocke Skog für Clawfinger einen Sonic Attac Zorbact Mix ab. Außerdem für die Tour-Single den Sonic Attack (Seven Snare Clawfinger Mix).
Rammstein: Größeres Lob fuhr die Band 2001 nur für ihre Remixe für die deutsche Band Rammstein ein, Du hast (Clawfinger remix) (1997). Rammstein verhalfen Clawfinger auch in den folgenden Jahren dazu, nicht in der Versenkung zu verschwinden. So gab es noch zu dem Song Sonne (2001) zwei Remixe, Sonne (Clawfinger K. O. Remix) und Sonne (Clawfinger T. K. O. Remix). Im gleichen Jahr legten Clawfinger noch einmal den Links 2-3-4 (Clawfinger Geradeaus Remix) auf. 2005 erfuhren Clawfinger dann erneut viel Lob für einen unerwarteten Jazz-Remix des Songs Keine Lust, zu welchem es gleichzeitig auch noch einen Keine Lust (Remix N°1) (2005) gab. Auf der gemeinsamen Tour 2001 coverten Clawfinger und Rammstein Pet Sematary von den Ramones gemeinsam in einer 12-minütigen Zugabe in Gedenken an den damals kürzlich verstorbenen Ramones-Sänger Joey Ramone.
Slick Idiot: Bård Torstensen remixte Get Down (With Give In) auf dem Album ReDickUlous, 2003.
Tone Norum: Die Schwester des Europe-Gitarristen John Norum arbeitete mit Bård Torstensen und Erlend Ottem für ihr 1992 veröffentlichtes Album Don´t Turn Around bei zwei Tracks als Studiomusiker zusammen.

## Diskografie

### Studioalben
| Jahr | Titel Musiklabel                       | Höchstplatzierung, Gesamtwochen, AuszeichnungChartplatzierungen (Jahr, Titel, Musiklabel, Platzierungen, Wochen, Auszeichnungen, Anmerkungen) | Höchstplatzierung, Gesamtwochen, AuszeichnungChartplatzierungen (Jahr, Titel, Musiklabel, Platzierungen, Wochen, Auszeichnungen, Anmerkungen) | Höchstplatzierung, Gesamtwochen, AuszeichnungChartplatzierungen (Jahr, Titel, Musiklabel, Platzierungen, Wochen, Auszeichnungen, Anmerkungen) | Höchstplatzierung, Gesamtwochen, AuszeichnungChartplatzierungen (Jahr, Titel, Musiklabel, Platzierungen, Wochen, Auszeichnungen, Anmerkungen) | Höchstplatzierung, Gesamtwochen, AuszeichnungChartplatzierungen (Jahr, Titel, Musiklabel, Platzierungen, Wochen, Auszeichnungen, Anmerkungen) | Anmerkungen                                              |
| Jahr | Titel Musiklabel                       | DE | AT | CH | UK | SE | Anmerkungen                                              |
| ---- | -------------------------------------- | --- | --- | --- | --- | --- | -------------------------------------------------------- |
| 1993 | Deaf Dumb Blind WEA                    | DE32 Gold · (53 Wo.)DE | AT16 (16 Wo.)AT | CH19 (17 Wo.)CH | — | SE5 (33 Wo.)SE | Erstveröffentlichung: 21. April 1993 Verkäufe: + 270.000 |
| 1995 | Use Your Brain WEA                     | DE8 (31 Wo.)DE | AT9 (16 Wo.)AT | CH6 (17 Wo.)CH | UK80 (1 Wo.)UK | SE7 (9 Wo.)SE | Erstveröffentlichung: 23. März 1995                      |
| 1997 | Clawfinger WEA                         | DE35 (6 Wo.)DE | AT2 (7 Wo.)AT | CH39 (4 Wo.)CH | UK99 (1 Wo.)UK | SE20 (5 Wo.)SE | Erstveröffentlichung: 29. September 1997                 |
| 2001 | A Whole Lot of Nothing Supersonic      | DE12 (9 Wo.)DE | AT9 (10 Wo.)AT | CH26 (7 Wo.)CH | — | SE48 (1 Wo.)SE | Erstveröffentlichung: 23. Juli 2001                      |
| 2003 | Zeros & Heroes Gun Records             | DE65 (3 Wo.)DE | AT60 (3 Wo.)AT | CH22 (6 Wo.)CH | — | — | Erstveröffentlichung: 26. Mai 2003                       |
| 2005 | Hate Yourself with Style Nuclear Blast | — | — | CH51 (2 Wo.)CH | — | — | Erstveröffentlichung: 18. November 2005                  |
| 2007 | Life Will Kill You Nuclear Blast       | DE89 (1 Wo.)DE | AT62 (4 Wo.)AT | CH15 (6 Wo.)CH | — | — | Erstveröffentlichung: 27. Juli 2007                      |

### EPs
- 1998: Fast Forward Rewind (Remix-EP)

### Singles
| Jahr | Titel Album                          | Höchstplatzierung, Gesamtwochen, AuszeichnungChartplatzierungen (Jahr, Titel, Album, Platzierungen, Wochen, Auszeichnungen, Anmerkungen) | Höchstplatzierung, Gesamtwochen, AuszeichnungChartplatzierungen (Jahr, Titel, Album, Platzierungen, Wochen, Auszeichnungen, Anmerkungen) | Höchstplatzierung, Gesamtwochen, AuszeichnungChartplatzierungen (Jahr, Titel, Album, Platzierungen, Wochen, Auszeichnungen, Anmerkungen) | Höchstplatzierung, Gesamtwochen, AuszeichnungChartplatzierungen (Jahr, Titel, Album, Platzierungen, Wochen, Auszeichnungen, Anmerkungen) | Anmerkungen                                  |
| Jahr | Titel Album                          | DE | AT | UK | SE | Anmerkungen                                  |
| ---- | ------------------------------------ | --- | --- | --- | --- | -------------------------------------------- |
| 1993 | Nigger Deaf Dumb Blind               | — | — | — | SE22 (3 Wo.)SE | Erstveröffentlichung: 1993 Verkäufe: + 5.000 |
| 1993 | Warfair Deaf Dumb Blind              | — | — | UK54 (2 Wo.)UK | SE12 (13 Wo.)SE | Erstveröffentlichung: 1993                   |
| 1995 | Pin Me Down Use Your Brain           | — | — | UK87 (1 Wo.)UK | SE28 (4 Wo.)SE | Erstveröffentlichung: 1995                   |
| 1997 | Biggest & the Best Clawfinger        | — | — | UK94 (1 Wo.)UK | — | Erstveröffentlichung: 1997                   |
| 1997 | Two Sides Clawfinger                 | — | — | UK79 (1 Wo.)UK | — | Erstveröffentlichung: 1997                   |
| 2001 | Out to Get Me A Whole Lot of Nothing | DE68 (7 Wo.)DE | AT74 (1 Wo.)AT | — | — | Erstveröffentlichung: 2001                   |

Weitere Singles
- 1992: Rosegrove
- 1992: The Truth
- 1995: Do What I Say
- 1995: Tomorrow
- 1998: Don’t Wake Me Up
- 2001: Nothing Going’ On
- 2003: Recipe for Hate
- 2003: Bitch
- 2005: Dirty Lies
- 2006: Without a Case
- 2007: The Price We Pay
- 2007: Little Baby
- 2017: Save Our Souls
- 2019: Tear You Down

## Auszeichnungen für Musikverkäufe
| Goldene Schallplatte - Norwegen - 1994: für das Album Deaf-Dumb-Blind - 1994: für die Single Nigger |

Anmerkung: Auszeichnungen in Ländern aus den Charttabellen bzw. Chartboxen sind in ebendiesen zu finden.
| Land/RegionAuszeichnungen für Musikverkäufe (Land/Region, Auszeichnungen, Verkäufe, Quellen) | Gold     | Platin | Verkäufe | Quellen                                                    |
| -------------------------------------------------------------------------------------------- | -------- | ------ | -------- | ---------------------------------------------------------- |
| Deutschland (BVMI)                                                                           | Gold1    | —      | 250.000  | musikindustrie.de                                          |
| Norwegen (IFPI)                                                                              | 2× Gold2 | —      | 25.000   | ifpi.no (Memento vom 5. November 2012 im Internet Archive) |
| Insgesamt                                                                                    | 3× Gold3 | —      |          |                                                            |